# ستيفان أمبروسيوس
ستيفان أمبروسيوس (مواليد 18 ديسمبر 1998) هو لاعب كرة قدم غاني ولد في ألمانيا، يلعب في مركز المدافع في نادي كارلسروه.

## وصلات خارجية
- ستيفان أمبروسيوس على موقع قاعدة بيانات كرة القدم.إي يو (الإنجليزية)
- ستيفان أمبروسيوس على موقع Soccerbase.com (لاعب) (الإنجليزية)
- ستيفان أمبروسيوس على موقع Soccerway.com (الإنجليزية)
- ستيفان أمبروسيوس على موقع عالم كرة القدم.نت (الإنجليزية)